# Randy Crawford
Veronica "Randy" Crawford (Macon, Geórgia, 18 de fevereiro de 1952)  é uma cantora norte-americana de jazz e R&B.
Tem tido mais sucesso na Europa do que nos Estados Unidos, onde não entrou na Billboard Hot 100 como artista solo.  No entanto, apareceu na parada de singles do Hot 100 duas vezes. Primeiro, foi em 1979 como vocalista convidada no top 40 dos The Crusaders, hit "Street Life". Fez também um dueto com Rick Springfield na música "Taxi Dancer", que atingiu # 59 como o lado b do hit de Springfield "Bop Til You Drop". Teve cinco hits no Top 20 no Reino Unido, incluindo o hit número 2 em 1980, " One Day'll Fly Away ", além de seis álbuns no Top 10 do Reino Unido. Apesar da nacionalidade americana, ela ganhou a Melhor Artista Solo Britânica em reconhecimento à sua popularidade no Reino Unido no Brit Awards de 1982. No final dos anos 2000, recebeu as  duas primeiras nomeacoes para o Grammy Award.
Randy Crawford cantou com Bootsy Collins, Johnny Bristol, Quincy Jones, Al Jarreau, Rick Springfield, Katri Helena, Michael Kamen, Zucchero, David Sanborn, Steve Hackett, a banda espanhola Presuntos Implicados e Joe Sample, entre outros.

## Discografia
- Everything Must Change (1976)
- Miss Randy Crawford (1977)
- Seda Crua (1979)
- Agora podemos começar (1980)
- Combinação Secreta (1981)
- Canção do Vento (1982)
- Nightline (1983)
- Emoções Abstratas (1986)
- Ricos e Pobres (1989)
- Através dos Olhos do Amor (1992)
- O Melhor de Randy Crawford (1993)
- Não Diga Que Acabou (1993)
- Naked and True (1995)
- Viver em Zagreb (1995)
- Melhor de Randy Crawford (1996)
- Todo tipo de humor: Randy, Randy, Randee (1997)
- Permanente (2000)
- Modo de Reprodução (2001)
- Sentindo-se Bem (2006)
- Sem arrependimentos (2008)

## Colaboração
- 1978   : Por favor, não toque! por Steve Hackett - vocal principal em "Hoping Love Will Last".